# Santa Bárbara do Monte Verde (kommun)
Santa Bárbara do Monte Verde är en kommun i Brasilien.   Den ligger i delstaten Minas Gerais, i den sydöstra delen av landet, 800 km sydost om huvudstaden Brasília. Antalet invånare är 2 789.
Följande samhällen finns i Santa Bárbara do Monte Verde:
- Santa Bárbara do Monte Verde

Omgivningarna runt Santa Bárbara do Monte Verde är huvudsakligen savann. Runt Santa Bárbara do Monte Verde är det glesbefolkat, med 11 invånare per kvadratkilometer.